# بتلفیلد هاردلاین
بتلفیلد هاردلاین (به انگلیسی: Battlefield Hardline) یک بازی ویدئویی به سبک تیراندازی اول شخص از مجموعه بازی‌های بتلفیلد است که توسط ویسرال گیمز توسعه یافته و به‌وسیلهٔ الکترونیک آرتس منتشر شده است. این بازی در مارس ۲۰۱۵ برای پلت‌فرم‌های مایکروسافت ویندوز، پلی‌استیشن ۳، پلی‌استیشن ۴، ایکس‌باکس ۳۶۰ و ایکس‌باکس وان عرضه شد. بازی از نظر زمانی بین بتلفیلد ۳ و بتلفیلد ۴ روایت می‌شود و بر خلاف بازی‌های قبلی در این سری، هاردلاین بر روی جُرم، سرقت و عناصر سیاستمداری در عوض جنگاوری نظامی تمرکز دارد. این بازی همچنین آخرین عنوان در مجموعه بتلفیلد به‌شمار می‌رود که برای کنسول‌های پلی‌استیشن ۳ و ایکس‌باکس ۳۶۰ در دسترس قرار گرفت.